# Джеррі Сайнфелд
Джеро́м А́ллен Са́йнфелд (англ. Jerome Allen 'Jerry' Seinfeld; нар. 29 квітня 1954, Бруклін, Нью-Йорк) — американський гуморист, сценарист і актор, більш відомий як Дже́ррі Са́йнфелд.
Найбільшим його успіхом був телевізійний серіал «Сайнфелд» (1989—1998), де він був одним зі співавторів і зіграв головну роль та за який здобув прайм-тайм премію «Еммі». Серіал зазнав міжнародної популярності, яка зберігається досі.

## Біографія
Джеррі народився у Брукліні, у єврейській родині: його батько народився в Америці, але походив з Угорщини, мати — сирійська єврейка. Пізніше він згадував, що почуття гумору в нього — від батька, який був видатним жартівником.
Повне ім'я — Джером Аллен Сайнфелд, хоча публіка радше знає його як Джеррі. Ще у школі він відвідував театральний гурток.
Вчився у англ. State University of New York at Oswego, потім — у англ. Queens College, City University of New York. На сцені почав грати у 1976, відразу ж після коледжу, але перші кроки не були вдалі.
Справжньої популярності Джеррі набув завдяки серіалові «Сайнфелд».

## Серіал «Сайнфелд»
Серіал «Сайнфелд» — це історія про повсякденне нью-йоркське життя. Головні герої — четверо друзів: Джері Сайнфелд — молодий гуморист. Сайнфелд нібито грає себе, весь час іронізуючи з власних недоліків.
Елейн Бінес — його колишня дівчина, а тепер друг. Весь час у пошуках гідного кавалера.
Джордж Костенза — друг дитинства Джері. Весь час комплексує через низький зріст і лисину. У психологічній залежності від батьків. Постійно шукає ідеальну подружку, але власні комплекси руйнують всі відносини.
Космо Креймер — сусід Джері. Трохи божевільний.
Із серії у серію друзі потрапляють у кумедні ситуації. Їхнє особисте життя, стосунки з батьками, ситуація на роботі — все провокує цілком несподівані проблеми, на які не можна дивитися без сміху.
Гумор у серіалі — доброзичливий. Сайнфелд жартує як з загальнолюдських проблем (самозакоханість, невпевненість у собі, відносини з близькими людьми) так і зі специфічно нью-йоркського повсякдення — переповнене метро, заплутані або небезпечні автостоянки, міжнаціональні відносини у багатокультурному космополітичному місті.

## Фільмографія
- 1984: англ. The Ratings Game
- 1996: Едді (Eddie)
- 1989—1998: Сайнфелд (телесеріал)
- 1999: Плюси і мінуси (англ. Pros & Cons)
- 2002: англ. Comedian (документальний)
- 2004: англ. A Uniform Used to Mean Something
- 2004: англ. Hindsight Is 20/20
- 2005: Все про мою рідню (The Thing About My Folks)
- 2007: Бі Муві: Медова змова (анімаційний)
- 2014: П'ятірка лідерів (Top Five)
- 2024: Без глазурі